# Pseudoechthistatus birmanicus
Pseudoechthistatus birmanicus là một loài bọ cánh cứng trong họ Cerambycidae.